# Parental Guidance

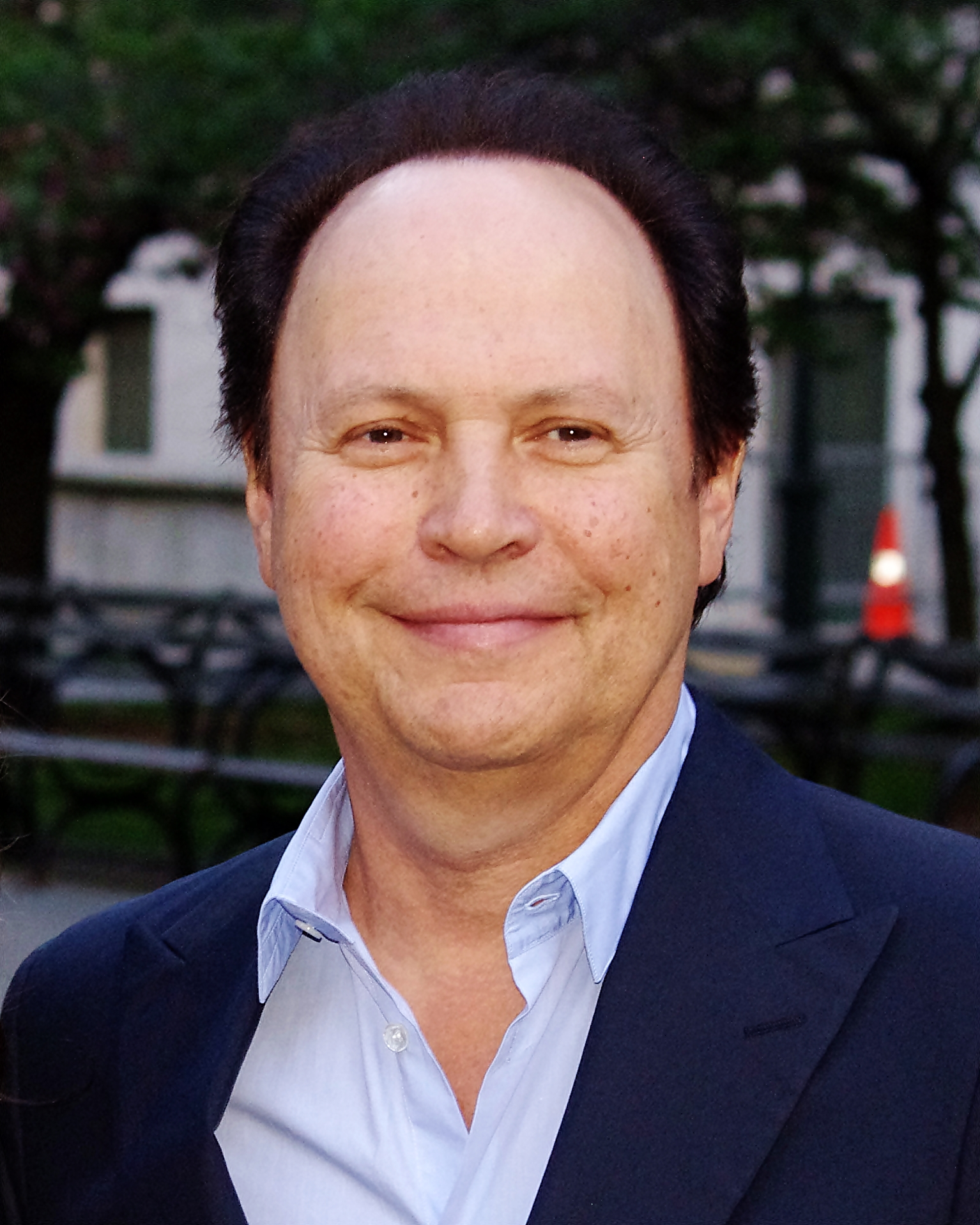
Billy Crystal la petrecerea Vanity Fair pentru Festivalul Tribeca Film 2012.

Parental Guidance este un film de comedie regizat de Andy Fickman. A fost lansat pe 25 decembrie 2012 în SUA și pe 4 ianuarie 2013 în România.

## Acțiunea
Legendele filmelor de comedie, Billy Crystal și Bette Midler, îi joacă pe Artie și Diane Decker, doi bunici care sunt chemați de fiica lor Marisa Tomei să aibă grijă pentru câteva zile de cei trei nepoți.
Când metodele lor de creștere a copiilor, care sunt de modă veche, intră în contradicție cu metodele noi aplicate de părinți și cu programul super controlat al copiilor, întreaga ordine din casă scapă de sub control, iar Artie și Diane se văd nevoiți să pună în practică unele tactici neașteptate, inclusiv un nou stil de educație pentru ei înșiși, pentru a putea să îi învețe pe nepoți cum să se poarte, de fapt, ca niște copii normali.

## Distribuția
Billy Crystal (Artie Decker)
Bailee Madison(Harper Decker Simmons)
Marisa Tomei (Alice)
Tom Everett Scott (Phil Simmons)
Bette Midler (Diane Decker)
Rhoda Griffis (Doctor Schveer)
Gedde Watanabe (Domnul Cheng)